# 張已桂
張已桂（英語：Miki，1992年8月22日—）是一位中國女演員、模特兒和歌手。

## 生平
張已桂出生於上海市，是中國和葡萄牙的混血兒；她畢業於同濟大學和上海戏剧学院。本身擁有32D的傲人巨乳，因其火辣身材而被稱作「多面手超模」。其身高172公分，體重45公斤，興趣是舞蹈、唱歌、游泳、瑜伽、看電影和逛街購物。
剛出道時，張已桂主要都在擔任車模和為許多內衣品牌擔任模特兒，之後開始出演電影《澳囧》（2015年）、電視劇《新京城四少》與《钟馗传说》。2017年，張已桂主演了電影《王牌总裁霸王花》。
除了模特兒和演員外，張已桂亦是名歌手；她於2015年時，推出了《甜言蜜语》和《LaughingTonight》這兩首單曲。

## 作品列表

### 電影
| 年份 | 標題               | 角色       | 附註 |
| ---- | ------------------ | ---------- | ---- |
| 2015 | 澳囧               | 宋婷婷     |      |
| 2016 | 等你爱我           | 琳达       |      |
| 2016 | 爱上女蒲团         | 水晶       |      |
| 2016 | 狂奔8小时          | 兰心       |      |
| 2016 | 感应时速之暴走飞车 | 南一的愛人 |      |
| 2017 | 择日救赎           |            |      |
| 2017 | 爱上女蒲团2        | 辛云       |      |
| 2017 | 色界之极品女主播   | 水晶       |      |
| 2017 | 斩魔人             | 青儿       |      |
| 2017 | 我的妖姬女友       | 妖姬之一   |      |
| 2017 | 我的魔姬女友       | 馨蔚       |      |
| 2017 | 王牌总裁霸王花     | 十三媚     |      |
| 2018 | 愛上女蒲團：終章   | 采采       |      |
| 2018 | 夜郎伏魔           | 水楊花     |      |
| 2019 | 荒岛求生之巨兽来袭 |            |      |

### 電視
| 年份 | 標題       | 角色  | 附註 |
| ---- | ---------- | ----- | ---- |
| 2011 | 新京城四少 | 艳芳  |      |
| 2011 | 钟馗传说   | 小翠  |      |
| 2012 | 咖啡间疯云 | Honey |      |

### 話劇
| 年份 | 標題         | 角色 | 附註 |
| ---- | ------------ | ---- | ---- |
| 2016 | 微时代之囏人 | 陈西 |      |

## 外部連結
- 張已桂的新浪微博
- 張已桂的Instagram帳戶